# Winnie l'ourson : Noël à l'unisson
Pour plus de détails, voir Fiche technique et Distribution.
Winnie l'ourson : Noël à l'unisson (Winnie the Pooh and Christmas Too) est un téléfilm de Noël d'animation des studios Disney sorti en 1991.
Basé sur les personnages d'Alan Alexander Milne, il fait partie des quatre courts téléfilms inspirés de la série télévisée Les Nouvelles Aventures de Winnie l'ourson (1988-1991) avec Winnie l'ourson : Hou ! Bouh ! Et re-bouh ! (1996), Winnie l'ourson : Thanksgiving (1998) et Winnie l'ourson : Je t'offre mon cœur (1999).

## Synopsis
Winnie et ses amis tentent d'écrire des courriers pour le père noël.

## Fiche technique
- Titre original : Winnie the Pooh and Christmas Too
- Titre français : Winnie l'ourson : Noël à l'unisson
- Réalisation : Jamie Mitchell
- Scénario : Karl Geurs, Mark Zaslove
- Musique : Steve Nelson, Thomas Richard Sharp
- Production : Jamie Mitchell, Gaëtan et Paul Brizzi
- Sociétés de production : Walt Disney Television Animation, Walt Disney Animation France
- Société de distribution : Buena Vista Pictures Distribution
- Pays de production :  États-Unis
- Langue originale : anglais
- Format : Couleur — vidéo — 1,33:1 — son stéréo
- Durée : 26 minutes
- Dates de sortie : 
  - États-Unis : 14 décembre 1991
  - France : ?

## Distribution

### Voix originales
- Jim Cummings : Winnie the Pooh (Winnie l'ourson en VF)
- Paul Winchell : Tigger (Tigrou en VF)
- John Fiedler : Piglet (Porcinet en VF)
- Peter Cullen : Eeyore (Bourriquet en VF)
- Ken Sansom : Rabbit (Coco Lapin en VF)
- Michael Gough : Gopher (Grignotin en VF)
- Edan Gross : Christopher Robin (Jean-Christophe en VF)

Source : Bill Cotter

### Voix françaises

#### 1erdoublage (1991)
- Roger Carel : Winnie l'ourson / Porcinet / Coco Lapin
- Patrick Préjean : Tigrou
- Henry Djanik : Bourriquet
- Guy Piérauld : Grignotin
- Jackie Berger : Jean-Christophe

#### 2edoublage (2002)
- Roger Carel : Winnie l'ourson / Coco Lapin
- Patrick Préjean : Tigrou
- Hervé Rey : Porcinet
- Wahid Lamamra : Bourriquet
- Guy Piérauld : Grignotin
- Gwenaël Sommier : Jean-Christophe

## Production
Réalisé par Walt Disney Animation France (1986-2003), dont c'est la première production, et produit sous la supervision de Ken Kessell, Winnie l'ourson : Noël à l'unisson a été conçu comme un épisode spécial Noël de la série Les Nouvelles Aventures de Winnie l'ourson (1988-1991). 
Il a été diffusé pour la première fois à la télévision le 14 décembre 1991 sur ABC avec le making-off de La Belle et la Bête (1991), puis rediffusé à plusieurs reprises, chaque fois avec des présentations de films en production ou des making-off : Noël chez les Muppets  le 11 décembre 1992, Aladdin le 8 décembre 1993 et Toy Story le 21 décembre 1995.

## Sorties DVD
- 2002 : Winnie l'ourson : Bonne Année, 65 min. Comprend Winnie l'ourson : Noël à l'unisson entouré de sections inédites et bénéficiant d'un nouveau doublage.